# 劳萨 (奥地利)
劳萨是奥地利上奥地利州施泰尔兰县的一个市镇。总面积34平方公里，总人口1344人，人口密度39.5人/平方公里（2005年）。

## 延伸阅读
[在维基数据编辑]